# Немуриды
Немуриды, или веснянки нитебрюхие (лат. Nemouridae)  — семейство насекомых из отряда веснянок. Древнейшие имаго немурид были найдены в раннем мелу Забайкалья. 

## Описание
Веснянки мелких размеров; в длину достигают обычно 4—10 мм. Тело имеет тёмную окраску, с поперечными плоско лежащими на брюшке крыльями. Крылья всегда хорошо развитые, на брюшке лежат плоско. В вершинной трети крыла поперечная жилка образует X-образную фигуру. Церки односегментные, часто видоизменённые. Определить вид в семействе сложно, главным образом определяют по гениталиям самцов и самок.

## Систематика
По данным Plecoptera Species File:
- подсемейство Amphinemurinae Baumann, 1975
  - Amphinemura Ris, 1902
  - Indonemoura Baumann, 1975
  - Malenka Ricker, 1952
  - Mesonemoura Baumann, 1975
  - Protonemura Kempny, 1898
  - Sphaeronemoura Shimizu & Sivec, 2001
  - Tominemoura Sivec & Stark, 2009
- подсемейство Nemourinae Newman, 1853
  - Illiesonemoura Baumann, 1975
  - Lednia Ricker, 1952
  - Nanonemoura Baumann & Fiala, 2001
  - Nemoura Latreille, 1796
  - Nemurella Kempny, 1898
  - Ostrocerca Ricker, 1952
  - Paranemoura Needham & Claassen, 1925
  - Podmosta Ricker, 1952
  - Prostoia Ricker, 1952
  - Shipsa Ricker, 1952
  - Soyedina Ricker, 1952
  - Visoka Ricker, 1952
  - Zapada Ricker, 1952
- Без указания подсемейства
  - † Dimoula Sinitshenkova, 2005
  - † Nemourisca Sinitshenkova, 1987